# Філіппінське управління атмосферних, геофізичних і астрономічних служб
Філіппінське управління атмосферних, геофізичних і астрономічних служб (англ. Philippine Atmospheric, Geophysical and Astronomical Services Administration, PAGASA; pagasa — «надія» філіппінською; філ. Pangasiwaan ng Palingkurang Atmosperiko, Heopisikal at Astronomiko ng Pilipinas) — філіппінське національне агентство з прогнозування та попередження про повені, тайфуни, надання інформації та порад про ці природні явища, прогнозування погоди, надання іншої метеорологічною, кліматологічної та астрономічної інформації корисної для збереження життя і майна мешканців країни та підтримки її розвитку. 
Урядове агентство було створено 8 грудня 1972 року відповідно до Указу Президента № 78 про реорганізацію Філіппінського метеорологічного бюро в PAGASA. 

## ОбсерваторіяМетеорології Маніли
Офіційні метеорологічні та астрономічні служби на Філіппінах почалися в 1865 році зі створення Observatorio Meteorológico de Manila (Метеорологічна обсерваторія Маніла) на вулиці Падре Фаура, Маніла, коли Франсіско Коліна, молодий єзуїт-схоластик і професор Атенео Муніципального де Маніла, розпочав систематичну спостереження та запис погоди два-три рази на день. Хайме Нонелл, ще один єзуїтський схоластик, написав короткий трактат про ці спостереження, який був надрукований Diario de Manila. Трактат привернув увагу підприємців у Манілі, і було зроблено запит до єзуїтського директора о. Хуан Відаль, SJ, за регулярні спостереження, щоб попередити громадськість про наближення тайфунів. Бізнесмени профінансували закупівлю та придбання приладу під назвою універсальний метеорограф (винахід іншого єзуїта, о. Анджело Січі, SJ Ватиканської обсерваторії в Римі ), який значно допоміг денним і нічним спостереженням за погодою.
У 1866 році Федеріко Фаура, SJ, став директором обсерваторії на знак визнання його наукових здібностей. Протягом цього часу обсерваторія займалася систематичними спостереженнями за погодою на Філіппінах. 7 липня 1879 року, після порівняння даних з іншим єзуїтським священнослужителем у Вест-Індії, обсерваторія видала попередження, вказуючи, що тропічний циклон перетинає північний Лусон. Колоніальний уряд вжив усіх можливих запобіжних заходів, виходячи з достовірності попередження. Незначні втрати від тайфуну остаточно й назавжди зміцнили репутацію обсерваторії. За цим послідувало передбачення в листопаді 1879 року, що тропічний циклон пройде повз Манілу.
У 1880 році обсерваторія почала проводити сейсмологічні спостереження та спостереження земного магнетизму. У 1885 році обсерваторія запустила службу часу та систему візуальних ( семафорних ) попереджень про погоду для торгового судноплавства. У 1886 році був випущений барометр Faura Aneroid . У 1887 р. була створена секція, присвячена вивченню земного магнетизму. Через шість років були опубліковані перші карти земного магнетизму на Філіппінах. У 1890 році була офіційно створена сейсмологічна служба. У 1899 році відкрито астрономічний відділ.

Ця репутація досягла закордонних берегів, і інші обсерваторії почали запитувати щомісячні Boletin del Observatorio de Manila . Зростаючий попит на послуги обсерваторії призвів до видання іспанського королівського указу 21 квітня 1894 року, який визнав обсерваторію офіційною установою ордену єзуїтів за повної підтримки з боку іспанської корони. Це призвело до створення мережі другорядних станцій у різних точках Лусона.
1. ↑  News, Ariel Rojas, ABS-CBN (23 березня 2022). PAGASA redefines 'super typhoon', revises wind signals. ABS-CBN News (англ.). Процитовано 11 квітня 2024.